# Michel Fortin
Pour les articles homonymes, voir Fortin.
Michel Fortin, né le 9 juillet 1937 à Méru et mort le 15 mars 2011 à Paris 15e, est un acteur français.

## Biographie

### Enfance
Michel Didier Fortin est né le 9 juillet 1937 à Méru. Dans les années 1960, il est professeur de gymnastique au collège Paul-Lapie de Courbevoie.

### Carrière
Michel Fortin joue dans La Chèvre (insultant Pierre Richard devant l'aéroport). Il apparaît aussi entre autres dans L'Année sainte, Nestor Burma (pour la télévision) et Palais Royal ! de Valérie Lemercier. En 1985, il est la vedette de La Famille Bargeot, série quotidienne diffusée sur TF1 à 19 h 45.
Sa grande période sont les années 1970 au cours desquelles il se retrouve dans les distributions de grands films. Il reste très ami avec les comédiens du Café de la Gare (Patrick Dewaere, Coluche ou Henri Guybet).  Au cinéma, il joue dans des films comme Themroc, L'Année sainte ou Coup de tête.
Il a aussi participé à une quinzaine de pièces de théâtre, entre 1970 et 2000.

### Doublage
Il a prêté sa voix au doublage d'acteurs américains tels que Jon Voight, Dennis Farina, Danny Aiello, Bob Hoskins, James Caan ou encore Danny DeVito. Il a été également la voix française de Martin dans le film d'animation Cars.

### Mort
Il meurt le 15 mars 2011 à Paris 15e, à l'âge de 73 ans. Incinéré au crématorium du Père-Lachaise, il est ensuite inhumé au cimetière du Montparnasse (division 19) dans la même ville.

## Théâtre
- 1970 : Le Roi Lear de William Shakespeare, mise en scène Pierre Debauche, théâtre des Amandiers, Maison de la Culture du Havre : Curan
- 1976 : À vos souhaits de Pierre Chesnot, mise en scène Claude Sainval, Comédie des Champs-Élysées : M. Atropos
- 1977 : Transit d'après Henry Miller, mise en scène François Joxe, Théâtre National de Chaillot : Harry
- 1978 : Les Dernières Clientes d'Yves Navarre, mise en scène Louis Thierry, Studio des Champs-Élysées : Bob
- 1982 : Une journée particulière d’après le film d'Ettore Scola, mise en scène Françoise Petit, théâtre du 8e Lyon : Emanuele
- 1985 : Cyrano de Bergerac, mise en scène Jérôme Savary
- 1985 : Un drôle de cadeau de Jean Bouchaud, mise en scène de l'auteur, théâtre des Mathurins : Roger Blot
- 1986 : Le Nègre de Didier Van Cauwelaert, mise en scène Pierre Boutron, théâtre des Bouffes-Parisiens
- 1988 : Régulus 93 ou la Véritable Histoire du citoyen Haudaudine de Catherine Decours, mise en scène Jean-Luc Tardieu, Espace 44 Nantes
- 1992 : Chantecler d'Edmond Rostand, mise en scène Jean-Paul Lucet, tThéâtre antique de Fourvière, théâtre des Célestins : Patou
- 1994 : Idéal-Fleurs de Michel Jourdheuil, mise en scène de Jean-Paul Muel, Le Splendid
- 1995 : Mines de rien de Rachid Boudjedra, mise en scène de l'auteur, Théâtre national de Lille, hippodrome de Douai : Jean
- 1997 : Douze hommes en colère de Reginald Rose, mise en scène Stéphan Meldegg, théâtre Marigny : le juré no 1
- 2000 : Mort accidentelle d'un anarchiste de Dario Fo, mise en scène Jacques Échantillon, théâtre La Bruyère

## Filmographie partielle

### Cinéma
- 1971 : La Maffia du plaisir de Jean-Claude Roy
- 1971 : Bof... Anatomie d'un livreur de Claude Faraldo
- 1973 : L'Insolent de Jean-Claude Roy : Fangio
- 1973 : Le Silencieux de Claude Pinoteau
- 1973 : Themroc de Claude Faraldo : un ouvrier / un CRS
- 1973 : Le Complot de René Gainville
- 1973 : Les Aventures de Rabbi Jacob de Gérard Oury : un policier motard
- 1973 : Deux hommes dans la ville de José Giovanni : un policier
- 1973 : Juliette et Juliette de Remo Forlani : l'entraîneur de Bob
- 1974 : Un nuage entre les dents de Marco Pico : le rédacteur
- 1974 : La Coupe à dix francs de Philippe Condroyer
- 1975 : La Traque de Serge Leroy : le chauffeur de taxi
- 1975 : Les Bijoux de famille : Marcel
- 1975 : Le Gitan de José Giovanni : Marcel
- 1976 : Le Bon et les Méchants de Claude Lelouch : ul'âgd
- 1976 : Calmos de Bertrand Blier : l'homme chevauché
- 1976 : Le Juge et l'Assassin de Bertrand Tavernier : le chirurgien (non crédité)
- 1976 : Bartleby de Maurice Ronet : le chauffeur de taxi
- 1976 : L'Année sainte de Jean Girault : Maillard
- 1977 : La Question de Laurent Heynemann : le policier
- 1977 : Une femme, un jour... de Léonard Keigel
- 1978 : Attention, les enfants regardent de Serge Leroy
- 1978 : La Raison d'État d'André Cayatte
- 1978 : Le Dossier 51 de Michel Deville : le pépiniériste
- 1979 : Confidences pour confidences de Pascal Thomas : le commissaire de police
- 1979 : Je vous ferai aimer la vie
- 1979 : Coup de tête de Jean-Jacques Annaud : Langlumey
- 1979 : Photos Scandale de Jean-Claude Roy : l’automobiliste (non crédité)
- 1979 : La Gueule de l'autre de Pierre Tchernia
- 1979 : Buffet froid de Bertrand Blier : le locataire musicien
- 1980 : La vie continue de Moshé Mizrahi : Gérard
- 1981 : La Chèvre de Francis Veber : le type à Orly
- 1985 : Signé Charlotte de Caroline Huppert : un inspecteur
- 1985 : Strictement personnel de Pierre Jolivet : Georges Landrin
- 1986 : L'Amant magnifique d'Aline Issermann : le père de Lise
- 1988 : Black Mic-Mac 2 de Marco Pauly : le cafetier Loto
- 1989 : La Soule de Michel Sibra : Graillat
- 1992 : L'Affût de Yannick Bellon : Gilles
- 1993 : Les Ténors de Francis de Gueltz
- 1993 : La Vengeance d'une blonde de Jeannot Szwarc : Norbert
- 1998 : Watani, un monde sans mal
- 2005 : Palais Royal ! de Valérie Lemercier : le paparazzi Ikéa no 1
- 2005 : Camping à la ferme de Jean-Pierre Sinapi : Raymond
- 2005 : Zim and Co. ou La Caisse de Pierre Jolivet : chauffeur accident
- 2006 : L'Entente cordiale de Vincent de Brus : le beau-père de François

### Télévision
- 1970 : Les Enquêtes du commissaire Maigret de Claude Barma, épisode : L'Écluse N°1
- 1971 : Tang d'André Michel : Roger
- 1971 : Schulmeister, l'espion de l'empereur épisode 7 Un village sans importance : le comte Von Grafenberg
- 1973 : Le Jeune Fabre de Cécile Aubry
- 1973 : Un certain Richard Dorian d'Abder Isker
- 1973 : Les Mohicans de Paris (d'Alexandre Dumas), feuilleton télévisé de Gilles Grangier : Koechlin
- 1976 : Les Douze Légionnaires de Bernard Borderie : Sergent-Chef Vanost
- 1979 : Les Dames de la côte de Nina Companeez
- 1979 : Au théâtre ce soir : À vos souhaits de Pierre Chesnot, mise en scène Claude Sainval, réalisation Pierre Sabbagh, théâtre Marigny
- 1980 : La Traque de Philippe Lefebvre : le commissaire Brabant
- 1980 : Nous ne l'avons pas assez aimée de Patrick Antoine
- 1980 : Commissaire Moulin
- 1980 : L'Aéropostale, courrier du ciel de Gilles Grangier
- 1980-1983 : Julien Fontanes, magistrat
- 1981 : Messieurs les jurés, épisode L'Affaire Romette de Gérard Gozlan
- 1982 : Le Voyageur imprudent (téléfilm) de Pierre Tchernia
- 1983 : La Chambre des dames de Yannick Andréi
- 1983 : Les Nouvelles Brigades du Tigre, épisode Rita et le Caïd de Victor Vicas
- 1984 : L'Instit
- 1985 : La Famille Bargeot
- 1986 : Madame et ses flics de Roland-Bernard, épisode La Rose qui tue
- 1990 : Imogène, épisode Les Fiançailles d'Imogène : le cafetier
- 1992-2001 : Nestor Burma : Zavatter Saison 1, épisodes 3 et 4. Saisons 2 à 6.
- 1993 : L'Affaire Seznec d'Yves Boisset
- 1995 : Le Cheval de cœur de Charlotte Brandström
- 1998 : Le juge est une femme
- 1998 : Navarro, épisode Pleure pas, petit homme : René Passero
- 2002 : La Chanson du maçon de Nina Companeez
- 2004 : La Crim'
- 2005 : Fabien Cosma

## Doublage

### Cinéma

#### Films
- Dennis Farina dans :
  - Get Shorty (1995) : Ray « Bones » Barboni
  - Hors d'atteinte (1998) : Marshall Sisco
  - Il faut sauver le soldat Ryan (1998) : Lieutenant Colonel Anderson
  - Mod Squad (1999) : Capitaine Adam Greer
  - Paparazzi : Objectif chasse à l'homme (2004) : le détective Burton
  - Snatch : Tu braques ou tu raques (2000) : Abraham « cousin Avi » Denovitz
  - You Kill Me (2007)  Edward O’Leary
- Danny DeVito dans :
  - Opération Shakespeare (1994) : Bill Rago
  - L'Idéaliste (1997) : Deck Shifflet
  - Escrocs (2001) : Max Fairbanks
  - Crève, Smoochy, crève ! (2002) : Lui-même
  - Anything Else (2003) : Harvey
  - Be Cool (2005) : Martin Weir
- Bob Hoskins dans :
  - Nixon (1995) : J. Edgar Hoover
  - Coup de foudre à Manhattan (2002) : Lionel Bloch
  - Madame Henderson présente (2005) : Vivian Van Damm
  - Stay (2005) : Dr Leon Patterson
- Jon Voight dans :
  - Heat (1995) : Nate
  - Benjamin Gates et le Trésor des Templiers (2004) : Patrick Henry Gates
  - Benjamin Gates et le Livre des secrets (2008) : Patrick Henry Gates
- R. Lee Ermey dans :
  - La Dernière Marche (1995) : Clyde Percy
  - Seven (1995) : le capitaine de police
  - Leaving Las Vegas (1995) : conventioneer
- Joe Viterelli dans :
  - Vengeance froide (1996) : Didi Giancano
  - L'Effaceur (1996) : Tony Deux Orteils
- James Caan dans :
  - Bottle Rocket (1996) : Abe Henry dit M. Henry
  - Mickey les yeux bleus (1999) : Frank Vitale
- Burt Young dans :
  - Il était une fois en Amérique (1984) : Joe[4]
  - Pluto Nash (2002) : Gino

- 1950 : Winchester '73 : Wyatt Earp (Will Geer)[5]
- 1981 : Les Bleus : Sergent de première classe Hulka (Warren Oates)[6]
- 1988 : Mississippi Burning : Le shérif Stuckey (Gailard Sartain)
- 1988 :  Jumeaux : Beetroot McKinley (Trey Wilson)
- 1989 : Les Nuits de Harlem : Richie Vento (Vic Polizos)
- 1990 : Vengeance : le texan (James Gammon)
- 1991 : Hudson Hawk, gentleman et cambrioleur : Gates (Burtt Harris)
- 1991[7] : JFK : Guy Banister (Edward Asner)
- 1992 : The Player : Walter Stuckel (Fred Ward)
- 1992 : Les Petits Champions : Jack Reilly (Lane Smith)
- 1992 : Une équipe hors du commun : Dave Hooch (Eddie Jones)
- 1992 : Storyville : Abe Choate (Charles Haid)
- 1994 : Priscilla, folle du désert : Bob (Bill Hunter)
- 1994 : Léon : Tony (Danny Aiello)
- 1994 : Blown Away : Max O'Bannon (Lloyd Bridges)
- 1994 : Les Évadés : Floyd (Brian Libby)
- 1994 : L'Or de Curly : Matt (Bill McKinney)
- 1995 : Le Diable en robe bleue : Le détective Mason (John Roselius)
- 1995 : Dolores Claiborne : Sammy Marchant (Wayne Robson)
- 1995 : Mort ou vif : Doc Wallace (Roberts Blossom)
- 1995 : Johnny Mnemonic : Ralphy (Udo Kier)
- 1995 : Smoke : Vinnie (Victor Argo)
- 1995 : Miss Shumway jette un sort : Clayton (Andy Romano)
- 1995 : Une journée en enfer : Jerry Parks (Joe Zaloom)
- 1996 : Broken Arrow : Pritchett (Bob Gunton)
- 1996 : Mars Attacks! : Le Général Decker (Rod Steiger)
- 1996 : Independence Day : Julius Levinson (Judd Hirsch)
- 1996 : Liens d'acier : Herb Foster (Steve Carlisle)
- 1996 : Au-delà des lois : Sidney Hughes (Philip Baker Hall)
- 1997 : Les Ailes de l'enfer : Garde Falzon (Steve Eastin)
- 1997 : Dans l'ombre de Manhattan : Liam Casey (Ian Holm)
- 1997 : Lost Highway : M. Eddy / Dick Laurent (Robert Loggia)
- 1998 : The Big Lebowski : Chef de la Police de Malibu (Leon Russom)
- 1998 : La Mutante 2 : Dr Orinsky (Baxter Harris (de))
- 1999 : Wild Wild West : Le Général « Bloodbath » McGrath (Ted Levine)
- 1999 : Jakob le menteur : Avron (Michael Jeter)
- 1999 : Hurricane Carter : Inspecteur Della Pesca (Dan Hedaya)
- 1999 : Vorace : Le colonel Hart (Jeffrey Jones)
- 1999 : Inspecteur Gadget : Chef Gontier (Dabney Coleman)
- 2000 : Red Eye : Sous haute pression : Bob Taylor (Robert Pine)
- 2000 : Fucking Åmål : le père, Olof (Ralph Carlsson)
- 2001 : Le 51e État : Leopold Durant (Ricky Tomlinson (en))
- 2002 : Un nouveau Russe : Lomov (Vladimir Gusev)
- 2002 : 7 jours et une vie : Pat Kerrigan (James Gammon)
- 2002 : Monsieur Schmidt : Larry Hertzel (Howard Hesseman)
- 2003 : Le Dernier Trappeur : Alex (Alex Van Bibber)
- 2003 : Good Bye, Lenin! : Monsieur Ganske (Jürgen Holtz)
- 2003 : Dark Blue : James Barcomb (Jonathan Banks)
- 2003 : Pur Sang, la légende de Seabiscuit : Tom Smith (Chris Cooper)
- 2003 : La Maison des mille morts : Le grand-père Hugo Firefly (Dennis Fimple)
- 2004 : La Grande Arnaque : Joe Lurie (Willie Nelson)
- 2004 : Si seulement... : Le chauffeur de taxi (Tom Wilkinson)
- 2004 : The Last Shot : Tommy Sanz (Tony Shalhoub)
- 2004 : Melinda et Melinda : Sy (Wallace Shawn)
- 2004 : Vanity Fair : La Foire aux vanités : M. Moss (Niall O'Brien)
- 2005 : Petites Confidences (à ma psy) : Sam (Jerry Adler)
- 2005 : La Vérité nue : Jack Scaglia (Beau Starr)
- 2005 : Seven Swords : Liu Jingyi (Jason Pai Piao)
- 2006 : Le Dahlia noir : Capitaine John Tierney (Angus MacInnis)
- 2007 : No Country for Old Men : L'homme qui engage Wells (Stephen Root)
- 2007 : Gone Baby Gone : Leon Trett (Mark Margolis)
- 2007 : Once : le père de Glen Hansard (Bill Hodnett)
- 2008 : Day Watch : Guesser (Vladimir Menchov)

#### Films d'animation
- 1992 : Les Aventures de Zak et Crysta dans la forêt tropicale de FernGully : Stump
- 2000 : Joseph, le roi des rêves : Prisonnier 1
- 2005 : Les Noces funèbres : Mayhew (Paul Whitehouse)
- 2006 : Cars : Martin (Larry the Cable Guy)
- 2006 : Martin et la Lumière fantôme (court métrage) : Martin (Larry the Cable Guy)

### Télévision

#### Séries télévisées
- 1993 : Force Brute : Narrateur (George C. Scott)
- 1999-2006 : À la Maison-Blanche : Leo McGarry (John Spencer)
- 2000 : Malcolm : Pete (Sandy Ward)
- 2002 : Mysterious Ways : Les Chemins de l'étrange : Shawn Leonard (Philip Lyall)
- 2005 : Prison Break : Charles Westmoreland (Muse Watson)
- 2005 : À la conquête de l'espace : Vassili Michine (John Warnaby)
- 2006 : Dr House : Michael Ryan (Wings Hauser)
- 2006-2008 : Sur écoute : Stan Valchek (Al Brown) (saison 4, épisodes 2,5,11) / (saison 5, épisodes 3 & 10)

#### Série télévisée d'animation
- 2001 : La Légende de Tarzan : Mr Dobrez